# Nationalstraße 4 (Taiwan)
Die Nationalstraße 4 (chinesisch 國道四號, Pinyin Guódào sì hào, engl. National freeway 4) ist eine Autobahn in Taiwan. Als Ost-West-Strecke ist die Autobahn nördlich der Stadt Taichung in der Mitte des Landes zu finden. Sie beginnt im Stadtbezirk Qingshui von Taichung und endet in Fengyuan und ist 18 Kilometer lang.

## Verlauf
Die Autobahn beginnt als Verlängerung der Provinzstraße 17, die von der Küste ins Landesinnere führt, an einer Straßenkreuzung mit diesem. Der Nationalstraße führt dann ausgeschildert als Freeway 4 mit zwei Fahrstreifen je Fahrbahn weiter. Kurz nach Beginn der Autobahn wird der Autobahn 3 in einem Autobahnkreuz überquert, der von Zhunan nach Taichung in Richtung Süden verläuft. Der Nationalstraße 4 ist dort sechsspurig ausgebaut und verläuft parallel zum Fluss Dajia. Südlich der Autobahn liegt der Flughafen Taichung. Nach weiteren Kilometern wird die Nationalstraße 1 gekreuzt. Diese Autobahn führt von Taipeh nach Kaohsiung in den Süden des Landes. Nach der Kreuzung dient die Nationalstraße 4 als Nordumfahrung der Stadt Fengyuan. Östlich von Fengyuan geht die Nationalstraße 4 in die Provinzstraße 3 über und führt dann weiter in das Inselinnere.

## Geschichte
Die Autobahn wurde am 16. November 2001 für den Verkehr eröffnet. In den Jahren 2002 und 2003 wurde die Höchstgeschwindigkeit von 80 auf 90 km/h erhöht.
| von      | nach          | Länge | Datum             |
| -------- | ------------- | ----- | ----------------- |
| Qingshui | Fengyuan-East | 18 km | 16. November 2001 |

## Ausbauzustand
| von                            | nach                           | Länge | Fahrbahnen × Fahrstreifen |
| ------------------------------ | ------------------------------ | ----- | ------------------------- |
| Qingshui                       | Kreuz mit dem Nationalstraße 3 | 02 km | 2×2                       |
| Kreuz mit dem Nationalstraße 3 | Fengyuan-Ost                   | 16 km | 2×3                       |

## Großstädte an der Autobahn
- Qingshui
- Taichung
- Fengyuan